# Горняцкое (Донецкая область)
Горня́цкое (укр. Гірницьке) — посёлок, входящий в Снежнянский городской совет Донецкой области Украины. Находится под контролем самопровозглашённой Донецкой Народной Республики.

## География
Посёлок примыкает своей северо-восточной стороной к границе Донецкой и Луганской областей.

#### Соседние населённые пункты по странам света
СЗ: город Снежное
З: Первомайское
С: Лиманчук (примыкает), Залесное
СВ: Лесное — в Луганской области
В: Никифорово (примыкает), Передериево
ЮЗ: Победа, Первомайский
ЮВ: Зрубное, Рассыпное
Ю: Бражино (примыкает), Латышево

## Население
Население по переписи 2001 года составляло 1 290 человек.

## Общая информация
Почтовый индекс — 86591. Телефонный код — 6256. Код КОАТУУ — 1414445900.

## Местный совет
86591, Донецкая обл., Снежнянский городской совет, пгт. Горняцкое, ул. Центральная, 1, 5-46-51